# Microemulsión

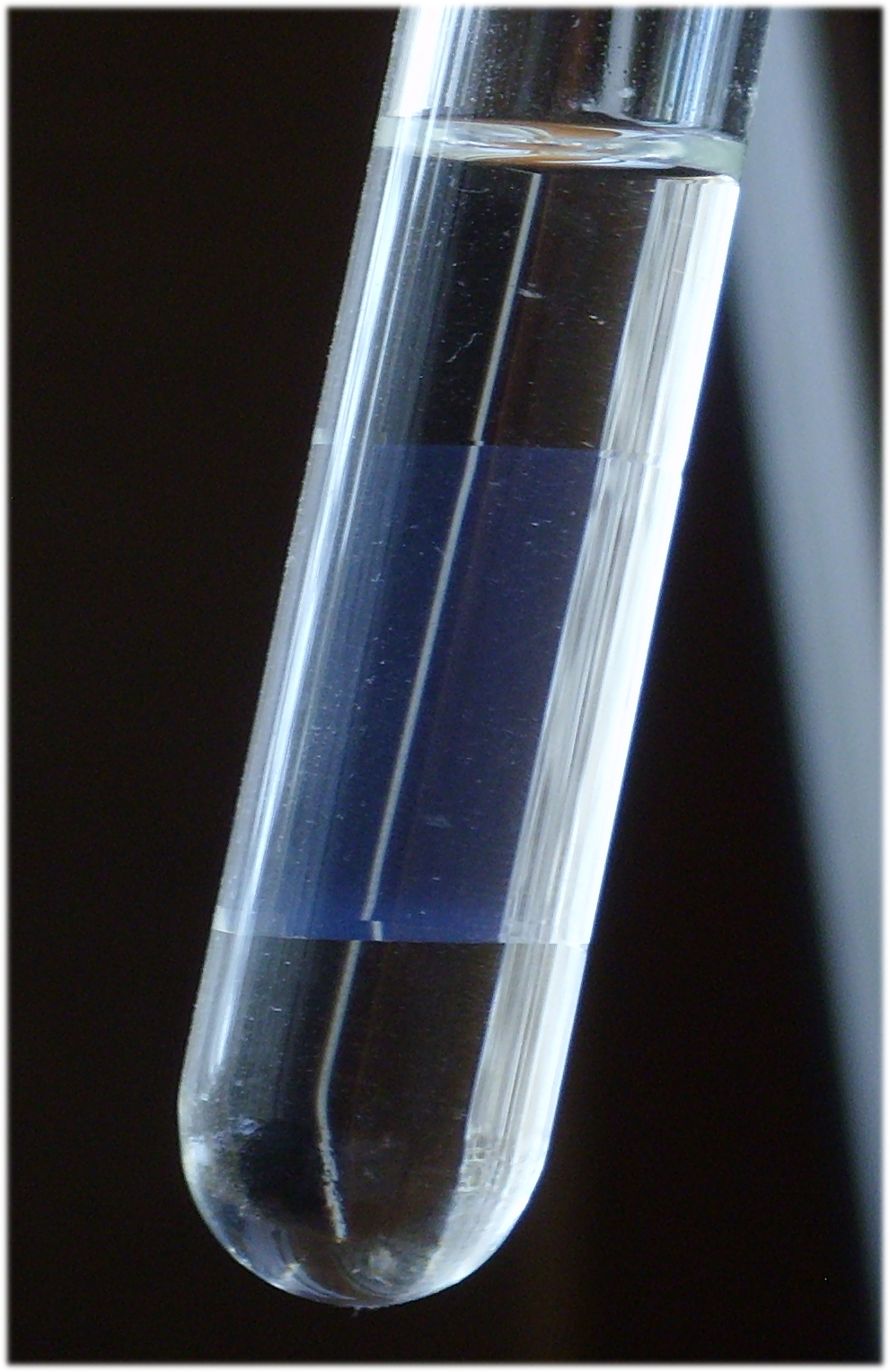
Microemulsión en un tubo de ensayo.

Las microemulsiones son mezclas líquidas isotrópicas claras, termodinámicamente estables de aceite, agua y tensioactivo, frecuentemente en combinación con un cotensioactivo. La fase acuosa puede contener sales y/u otros ingredientes, y el "aceite" puede ser en realidad una mezcla compleja de diferentes hidrocarbuross. A diferencia de las emulsiones ordinarias, las microemulsiones se forman con la simple mezcla de los componentes y no requieren de condiciones con tensiones de corte elevadas generalmente utilizadas en la formación de emulsiones ordinarias. Los tres tipos básicos de microemulsiones son directas (aceite disperso en agua), invertidas (agua dispersa en aceite) y bicontinuas.
En sistemas ternarios como las microemulsiones, donde dos fases inmiscibles (agua y 'aceite') están presentes con un surfactante, las moléculas tensioactivas pueden formar una monocapa en la interfaz entre el aceite y agua, con las colas hidrófobas de las moléculas de tensioactivo disueltas en la fase oleosa y los grupos de cabeza hidrófilos en la fase acuosa.

## DefiniciónIUPAC
Micro-emulsión: Dispersión a base de agua, aceite y tensioactivos(s) que es un sistema isotrópico y termodinámicamente estable con el diámetro del dominio disperso entre 1 y 100 nm, generalmente de 10 a 50 nm.
Nota 1: En una micro-emulsión los dominios de la fase dispersa son bien globulares o interconectados (para resultar en una micro-emulsión bicontinua).
Nota 2: El diámetro promedio de las gotas en una emulsión macroscópica (por lo general denominada simplemente “emulsión”) es del orden de un milímetro (10−3 m). Por lo tanto, dado que micro- significa 10−6 y emulsión implica que gotitas de la fase dispersa tienen diámetrso del orden de 10−3 m, una micro-emulsión hace referencia a un sistema en el que el tamaño de la fase dispersa se encuentra en el intervalo 10−6 × 10−3 m = 10−9 m.
Nota 3: El término “micro-emulsión” ha tomado un significado especial. Las entidades de la fase dispersa normalmente se estabilizan mediante sistemas de tensioactivo y/o tensioactivo-cotensioactivo (por ejemplo, alcohol alifático).
Nota 4: El término “aceite” hace referencia a un líquido no soluble en agua.
Polimerización de micro-emulsión: Polimerización de emulsión en la cual el sistema inicial es una micro-emulsión y el látex final  comprende partículas coloidales de polímero dispersas en un medio acuoso.
Nota: Los diámetros de las partículas de polímero formadas en la polimerización de micro-emulsión por lo general miden entre 10 y 50 nm.

## Usos
Las microemulsiones tienen numerosos usos con importancia comercial:
- Microemulsiones de agua en aceite para algunos procesos de limpieza en seco
- Productos para pulir y limpiar pisos
- Productos de cuidado personal
- Formulaciones de pesticidas
- Aceites de corte
- Medicamentos[2]

Gran parte del trabajo realizado en estos sistemas ha sido motivado por su posible uso para movilizar petróleo atrapado en arenisca porosa para mejorar la recuperación de petróleo. Una razón fundamental para el uso de estos sistemas es que una fase de microemulsión a veces tiene una tensión interfacial muy baja con una fase oleosa o acuosa separada, que puede liberarlas o movilizarlas de las fases sólidas incluso en condiciones de flujo lento o gradientes de baja presión.
Las microemulsiones también tienen aplicaciones industriales, siendo una de ellas la síntesis de polímeros. La polimerización en microemulsión es un proceso heterogéneo complejo en el que tiene lugar el transporte de monómeros, radicales libres y otras especies (como agentes de transferencia de cadena, cotensioactivo e inhibidores) entre las fases acuosa y orgánica. En comparación con otros procesos de polimerización heterogéneos (suspensión o emulsión), la polimerización en microemulsión es un sistema más complicado. La velocidad de polimerización se controla mediante el reparto de monómeros entre las fases, la nucleación de partículas y la adsorción y desorción de radicales. La estabilidad de las partículas se ve afectada por la cantidad y el tipo de tensioactivo y el pH del medio de dispersión. También se utiliza en el proceso de creación de nanopartículas.
La cinética de la polimerización en microemulsión tiene mucho en común con la cinética de polimerización en emulsión, cuyo rasgo más característico es la compartimentación, donde los radicales que crecen dentro de las partículas se separan entre sí, suprimiendo así la terminación en gran medida y, como consecuencia, proporcionando altas tasas de polimerización.

## Teoría
A lo largo de los años se han propuesto diversas teorías sobre la formación, la estabilidad y el comportamiento de las fases de las microemulsiones.  Por ejemplo, una explicación de su estabilidad termodinámica es que la dispersión aceite/agua está estabilizada por el tensioactivo presente y su formación implica las propiedades elásticas de la película de tensioactivo en la interfaz aceite/agua, que implica como parámetros la curvatura y la rigidez de la película.  Estos parámetros pueden tener una dependencia supuesta o medida de la presión y/o de la temperatura (y/o de la salinidad de la fase acuosa), que puede utilizarse para inferir la región de estabilidad de la microemulsión, o para delimitar la región en la que se producen tres fases coexistentes, por ejemplo.  Los cálculos de la tensión interfacial de la microemulsión con una fase oleosa o acuosa coexistente también suelen ser de especial interés y a veces pueden utilizarse para orientar su formulación.

## Historia y terminología
El término microemulsión fue utilizado por primera vez por T. P. Hoar y J. H. Shulman, profesores de química de la Universidad de Cambridge, en 1943. A menudo se utilizan nombres alternativos para estos sistemas, como emulsión transparente, micela hinchada, solución micelar y aceite solubilizado. Más confuso aún, el término microemulsión puede referirse a la fase isotrópica única que es una mezcla de aceite, agua y tensioactivo, o a una que está en equilibrio con fases predominantemente oleosas y/o acuosas coexistentes, o incluso a otras fases no isotrópicas. Al igual que en los sistemas binarios (agua/tensioactivo o aceite/tensioactivo), pueden formarse estructuras autoensambladas de diferentes tipos, que van, por ejemplo, desde micelas esféricas y cilíndricas (invertidas) hasta fases laminares y microemulsiones bicontinuas, que pueden coexistir con fases predominantemente oleosas o acuosas.

## Diagramas de fase
Los dominios de microemulsión suelen caracterizarse construyendo diagramas de fase ternarios. Tres componentes son el requisito básico para formar una microemulsión: dos líquidos inmiscibles y un tensioactivo. La mayoría de las microemulsiones utilizan aceite y agua como pares de líquidos inmiscibles. Si se utiliza un cotensioactivo, a veces puede representarse en una proporción fija con el tensioactivo como un único componente, y tratarse como un único "pseudocomponente". Las cantidades relativas de estos tres componentes pueden representarse en un diagrama de fase ternario. Los diagramas de fase de Gibbs pueden utilizarse para mostrar la influencia de los cambios en las fracciones de volumen de las diferentes fases en el comportamiento de fase del sistema.
Los tres componentes que componen el sistema se encuentran cada uno en un vértice del triángulo, donde su correspondiente fracción de volumen es del 100%. Al alejarse de ese vértice, se reduce la fracción de volumen de ese componente específico y aumenta la fracción de volumen de uno de los otros dos componentes, o de ambos. Cada punto dentro del triángulo representa una posible composición de una mezcla de los tres componentes o seudocomponentes, que puede consistir (idealmente, según la regla de las fases de Gibbs) en una, dos o tres fases. Estos puntos se combinan para formar regiones con límites entre ellos, que representan el "comportamiento de fase" del sistema a temperatura y presión constantes.
El diagrama de fases de Gibbs, sin embargo, es una observación visual empírica del estado del sistema y puede, o no, expresar el verdadero número de fases dentro de una composición dada. Las formulaciones monofásicas aparentemente claras pueden constar de múltiples fases isotrópicas (por ejemplo, las microemulsiones aparentemente claras de heptano/AOT/agua constan de múltiples fases). Dado que estos sistemas pueden estar en equilibrio con otras fases, muchos sistemas, especialmente aquellos con altas fracciones de volumen de las dos fases inmiscibles, pueden ser fácilmente desestabilizados por cualquier cosa que cambie este equilibrio, por ejemplo, la temperatura alta o baja o la adición de agentes modificadores de la tensión superficial.
Sin embargo, se pueden encontrar ejemplos de microemulsiones relativamente estables. Se cree que el mecanismo para eliminar la acumulación de ácido en los aceites de motor de los automóviles implica microemulsiones de bajo volumen de fase acuosa, de agua en aceite (w/o). Teóricamente, el transporte de las gotas acuosas de ácido a través del aceite de motor hasta las partículas de carbonato cálcico microdispersas en el aceite debería ser más eficaz cuando las gotas acuosas son lo suficientemente pequeñas como para transportar un solo ion hidrógeno (cuanto más pequeñas sean las gotas, mayor será el número de gotas de agua ácida y más rápida será la neutralización). Estas microemulsiones son probablemente muy estables en una gama razonablemente amplia de temperaturas elevadas.